# Jean-Joseph le Pas de Sécheval
Jean-Joseph le Pas de Sécheval (Luik, 6 maart 1929 - Vannes (Frankrijk), 19 september 2002) is een Belgisch edelman van Franse origine.

## Levensloop
Jean Joseph Lambert Marie le Pas de Sécheval was een zoon van Jean le Pas en Berthe Arnotte. Als doctor in economische wetenschappen en doctor in de rechten, werd hij assistent aan de Université de Liège, bestuurder van de Organisation de Coopération et de Développement économique, lid van de Raad van Adel, lid van het Institut archéologique liégeois.
Hij werd in 1985 opgenomen in de Belgische erfelijke adel, met de persoonlijke titel ridder. 
Hij trouwde in 1963 in Pluneret (Morbihan) met Monique Systermans (°1934). Ze hebben vier dochters en een zoon, die de Franse nationaliteit hebben aangenomen.

## Helman le Pas de Séchevel
Helman le Pas (°1966), zoon van Jean-Joseph le Pas, is bestuurder bij Veolia Environnement SA en onafhankelijk bestuurder bij Bouygues SA en bij Autorité des marchés financiers.
Hij studeerde af als mijningenieur bij de École normale supérieure (wetenschappen) en behaalde er een doctoraat in de wetenschappen.
Hij was voordien afgevaardigd bestuurder van Groupama Centre-Atlantique, voorzitter van Groupama Immobilier, bestuurder bij Gimar & Cie SCA, voorzitter van Cie Foncière Parisienne SA en van Groupama Asset Management SA, directeur bij SCI d'Agassac, bij Société Civile Agricole du Château d'Agassac, bij Groupama SA, afgevaardigde bestuurder bij Centaure Centre Atlantique en vicevoorzitter bij Banque FINAMA en bij Groupama Banque SA.
Hij was ook bestuurder bij Groupama Assicurazioni SpA, Silic SA, Groupama Vita SpA, Gan Assurances SA, Groupama Holding 2, Groupama Holding SA, Groupama Systèmes d'Information en Lagardère SCA.
Hij is getrouwd met Anne Dufour (°1966), doctor in de kunstgeschiedenis, en ze hebben zeven kinderen.

## Publicaties van Jean-Joseph Le Pas
- (samen met G. Poswick) Le manuscrit Nizet, in: Archives verviétoises, T. XII, 1972.
- Noblesse et nationalité, in: Het adelsrecht en de Raad van Adel, Brussel, 1994.